# 托林寺
托林寺（藏語：མཐོ་ལྡིང་དགོན་པ，威利转写：mtho lding dgon pa）位于中国西藏自治区阿里地区札达县，是一座藏传佛教格鲁派寺院，也是阿里地区历史上第一座佛教寺庙，藏传佛教后弘期上路弘法的发源地。

## 历史

### 创寺经过
托林寺位于西藏自治区阿里地区札达县，距离古格王国遗址以东十多公里的象泉河南岸。“托林寺”的意思是“悬空寺”或“盘旋于空中的寺庙”。
托林寺由“上三贡”（stod-mgon-gsum）之一的赤扎西贡（khri-bkra-shis-mgon）的次子松埃（srong- nge）创建于10世纪末藏历火猴年（996年）。当时，松埃是古格王，他出家为僧，取法名为“拉喇嘛益西沃”（lha-bla-ma-ye-shes-vod），后来又兴建了托林寺。当时兴建的建筑，包括留存到现代的迦萨殿、白殿、集会殿等等。
拉喇嘛益西沃又派仁钦桑布（rin-chen-bzang-po）等27位当地儿童赴克什米尔、印度等地学习佛法。仁钦桑布等人在印度拜了70余位名师，学习佛典，还学会了写作和翻译。因水土不服等困难，这批儿童中大部分未学成，最后仅有仁钦桑布、玛勒笔喜绕（rma-legs- pavi-shes-rabs）和所请的印度高僧回到了托林寺。他们在拉喇嘛益西沃的主持之下著书，翻译了许多佛教显密经典，并折服了菩陀提舌等许多异教徒。其间，仁钦桑布翻译、校订显教佛经17部。其较著名的有马鸣伦师所著的《八支集要》（yan-las-brgyad-pavi-snying-po- bsdus-pa）、迦湿弥罗学者所著的《集要广注·词义月光》（snying-bsdus-vgrel-chen-zla-zer）等医学著作，还有工艺等方面的书籍。同时，他还修订了赤松德赞时期翻译的佛经。历史上，将他之前翻译的密宗经典称作“旧密咒”，将他及其后翻译的密宗经典称作 “新密咒”。拉喇嘛益西沃、仁钦桑布在托林寺的这些工作，为上路弘法的繁荣奠定了基础。后来，拉喇嘛益西沃为了更好地在托林寺弘法，并且为请阿底峡，而四处筹集黄金时，在噶罗（gar-log）地方死亡。

### 阿底峡与大法会

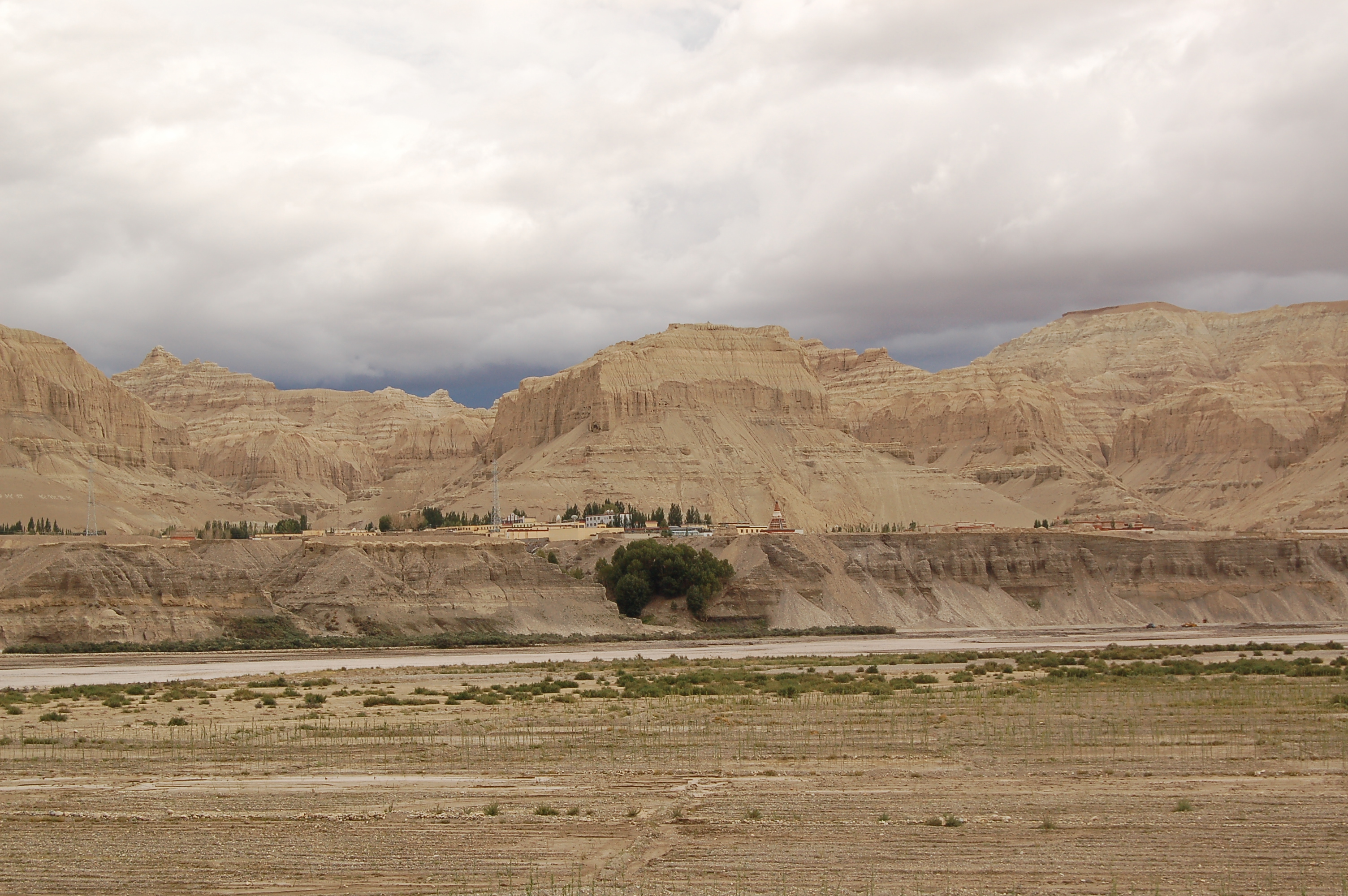
托林寺地处象泉河南岸的岗地上，远处为札达土林国家地质公园

11世纪初，拉尊江久维（lha-btsun-byang- chuvi-vod）继拉喇嘛益西沃之后成为托林寺的住持。他在阿里各地筹集并挖掘到大批黄金，派译师加尊珠森格（rgya-brtshon-vgrus- seng-ge）、那措楚陈杰瓦（nag-tsho-tshul-khrims-rgyal-ba）携带这些黄金，赴印度迎请阿底峡。阿底峡应邀来到托林寺之后，在这里传教、译经，著《菩提道灯论》等20多种著作，使藏传佛教后弘期上路弘法兴盛起来。他还在托林寺传授了医学八大部类，对藏医学各派的形成及发展起了重要作用。阿底峡作为噶当派（bkav-gdams-pa）祖师，被尊称为“觉沃杰”（jo-bo-rje，意为“尊者”）。73岁时，阿底峡圆寂于前藏聂唐（snye-thang）。
1076年（藏历火龙年），在古格王孜德（tshe-lde）支持下，在托林寺为阿底峡圆寂22周年举办了盛大法会，史称“火龙年法会”。这是藏传佛教复兴后，藏区各地的佛教徒首次举办的大型法会，朵康、卫藏等地的许多佛教徒与会。此次法会为此后藏传佛教各教派的形成发挥了直接影响。

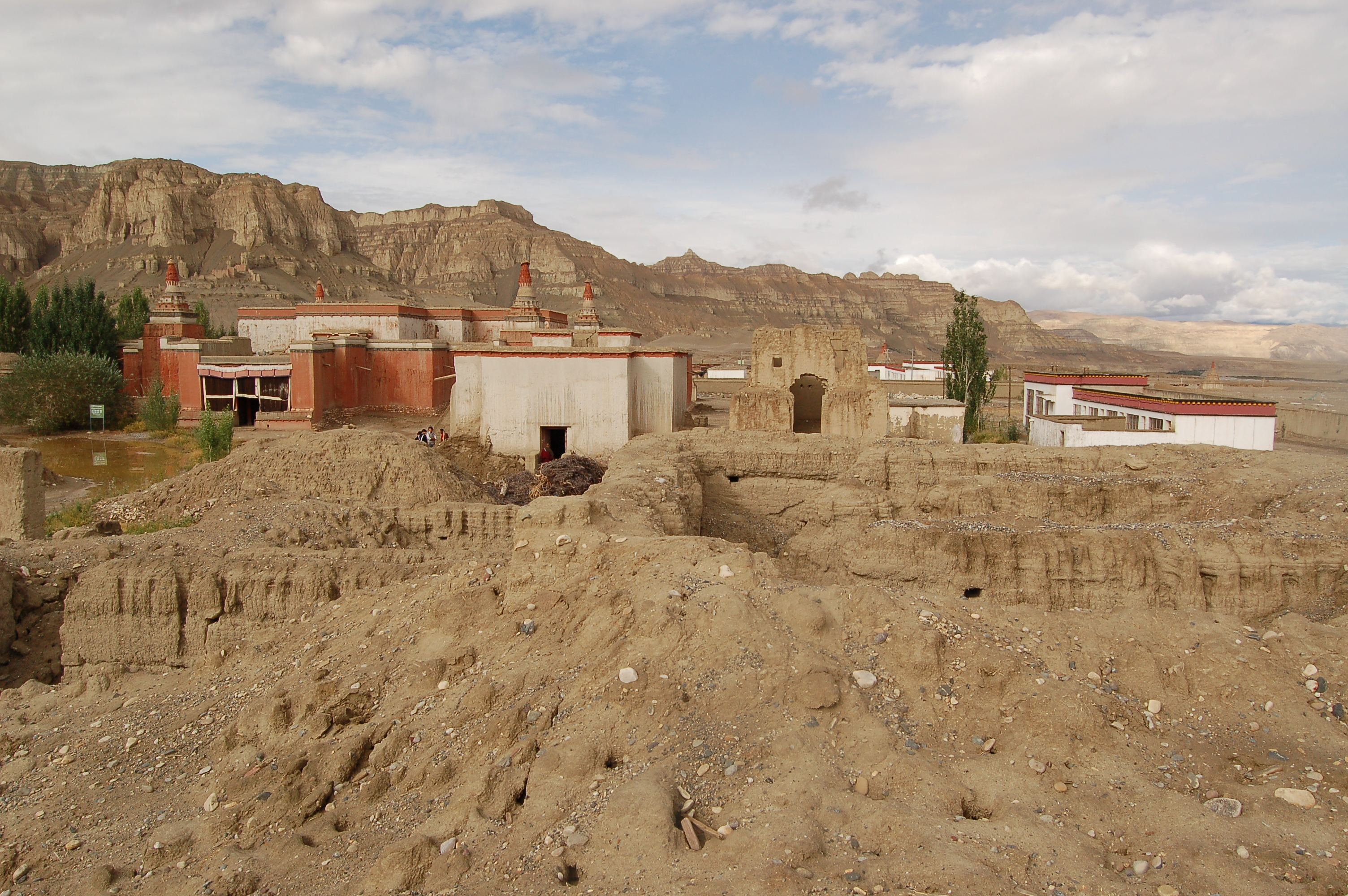
托林寺建筑。其中左端为朗巴朗则拉康（迦萨殿）。

### 拉达克入侵
1630年代，拉达克王（la- dwags，或作la-dvags）武力征服了古格王国，并统治该地区50年。其间，托林寺遭到很大破坏，托林寺的许多佛像、供物、经书被劫走，不少塔林及各殿内的壁画遭破坏。僧众的存粮被劫作军饷。
1630年代，藏传佛教格鲁派和不丹竹巴噶举派（vbrug-pa-bkav-rgyud）矛盾激化，信奉不丹竹巴噶举派的拉达克同西藏发生战争。拉达克王暂时自古格扎布让卡（gu-ge-rtsa-rangs-mkhar）和信奉宁玛派的托林寺撤军，调往前藏、后藏，以进攻仲巴（vbrong-pa）、拉孜（lha-rtse）、萨噶（sa- dgav）等地，支持不丹竹巴噶举法王。该消息很快经托林寺僧人传至拉萨。五世达赖、第司桑杰嘉措、达赖汗（ta-lan-han）等西藏、蒙古官员商议后，决定派一支蒙藏骑兵迎击拉达克军队。联军由达赖汗的堂兄噶丹次旺拜桑布（dgav-ldan-tshe-dbang-dpal-bzang-bo）统领。据阿里当地传说，噶丹次旺为托林寺寺主派到拉萨的僧人，乃从日喀则桑珠泽（gzhis-ka-bsam-grub-rtse）扎什伦布寺的僧众中挑出的，因其精研佛法，勇敢善战，故特命其还俗，率军出征。最后，他率蒙藏骑兵击退拉达克军队并驱逐到拉达克的首府列城（Leh），迫使拉达克人把劫走的许多珍贵物品还给了托林寺。但托林寺遭此劫难所受破坏仍然甚大。

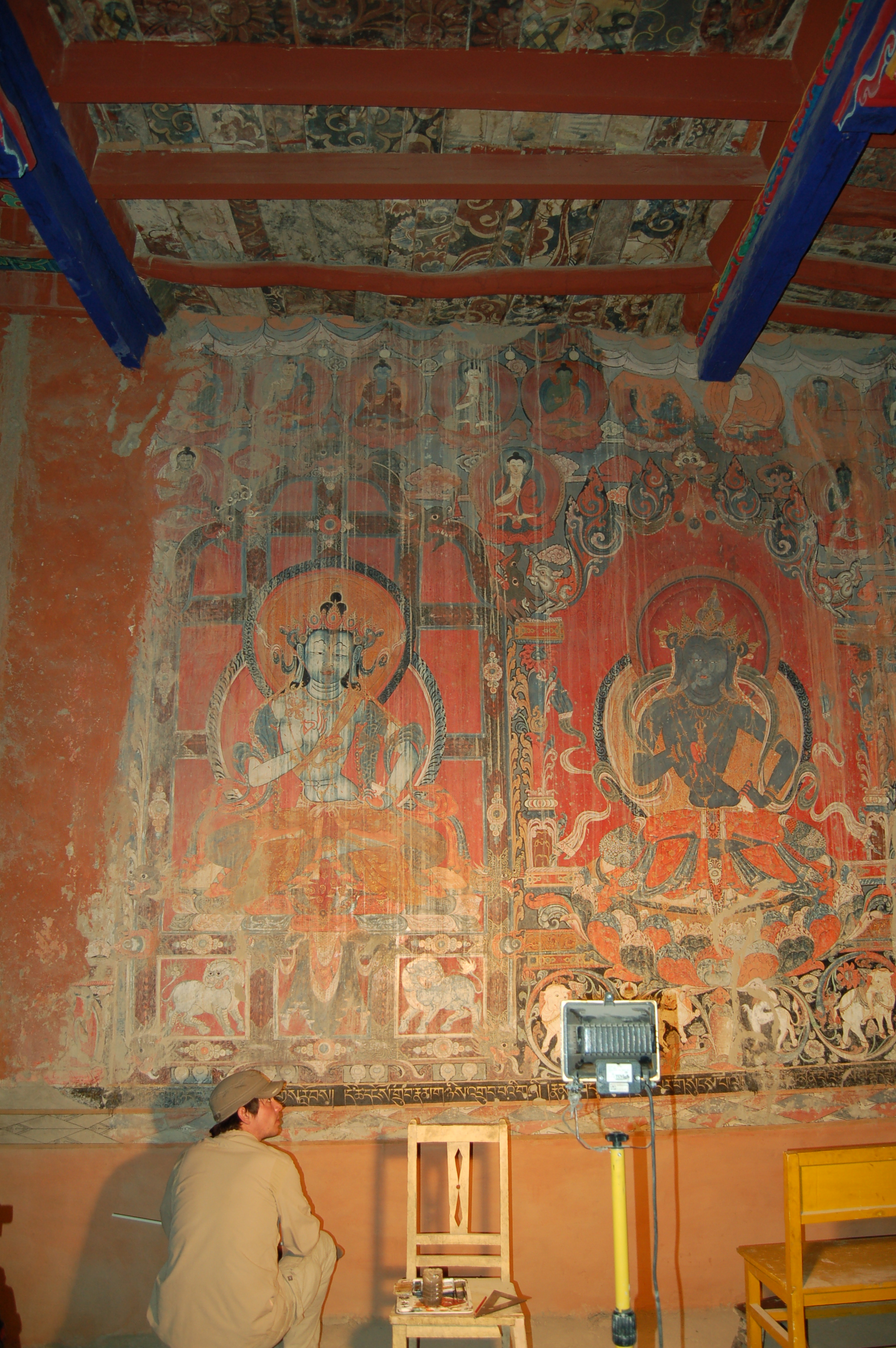
白殿内的壁画

### 改宗格鲁派
1683年，托林寺由宁玛派改信格鲁派，并成为拉萨三大寺之一的色拉寺的属寺。自此，托林寺的堪布例由色拉寺杰巴扎仓（bye-ba-grwa-tshang）派遣，后来形成了完整的选任制度。
第一任托林寺堪布是格鲁派高僧古格阿旺扎巴（gu-ge-ngag-dbang-grags-pa）。他到托林寺任堪布后，对寺院全面整治，为托林寺重兴起到决定作用。自阿旺扎巴起，托林寺始置“赤巴”宝座。登上该宝座的堪布，必须有措让巴格西（dge-bshes-tshogs-rams-pa）头衔，还必须从色拉寺具有一定威望的5位措让巴格西中选出。挑选时，由达赖多次进行面试后选定。选定后，达赖随即为选中者摸顶，并赐一顶金制马额顶戴、5件最上等的特日玛（ter-ma，一种精细的毛织物（又称“哔叽料”）制成的大僧袍）。
和堪布一起赴托林寺的还有强佐（phyag-mdzod）、贵尼（bskos-gnyer）等25人，这些人也同堪布一样任期3年。其中，强佐由扎仓（grwa-tshang）会议选派，必须是堪布的亲信。堪布还挑和自己关系密切的两位助手出任索本堪布（gsol-dpon- mkhan-po）和贵尼，强佐的助手则必须自其他康村（khams-tshan）推选。其他助手及佣人可自愿报名，但一般须经严格挑选。
堪布一行一般在藏历三月中旬或三月末自拉萨启程。和西藏噶厦派往阿里的噶尔本（sgar-dpon）一样，他们也走南路。沿途他们—般经过33个驿站，全程需两个月左右时间。沿途各驿站负责安排食宿。

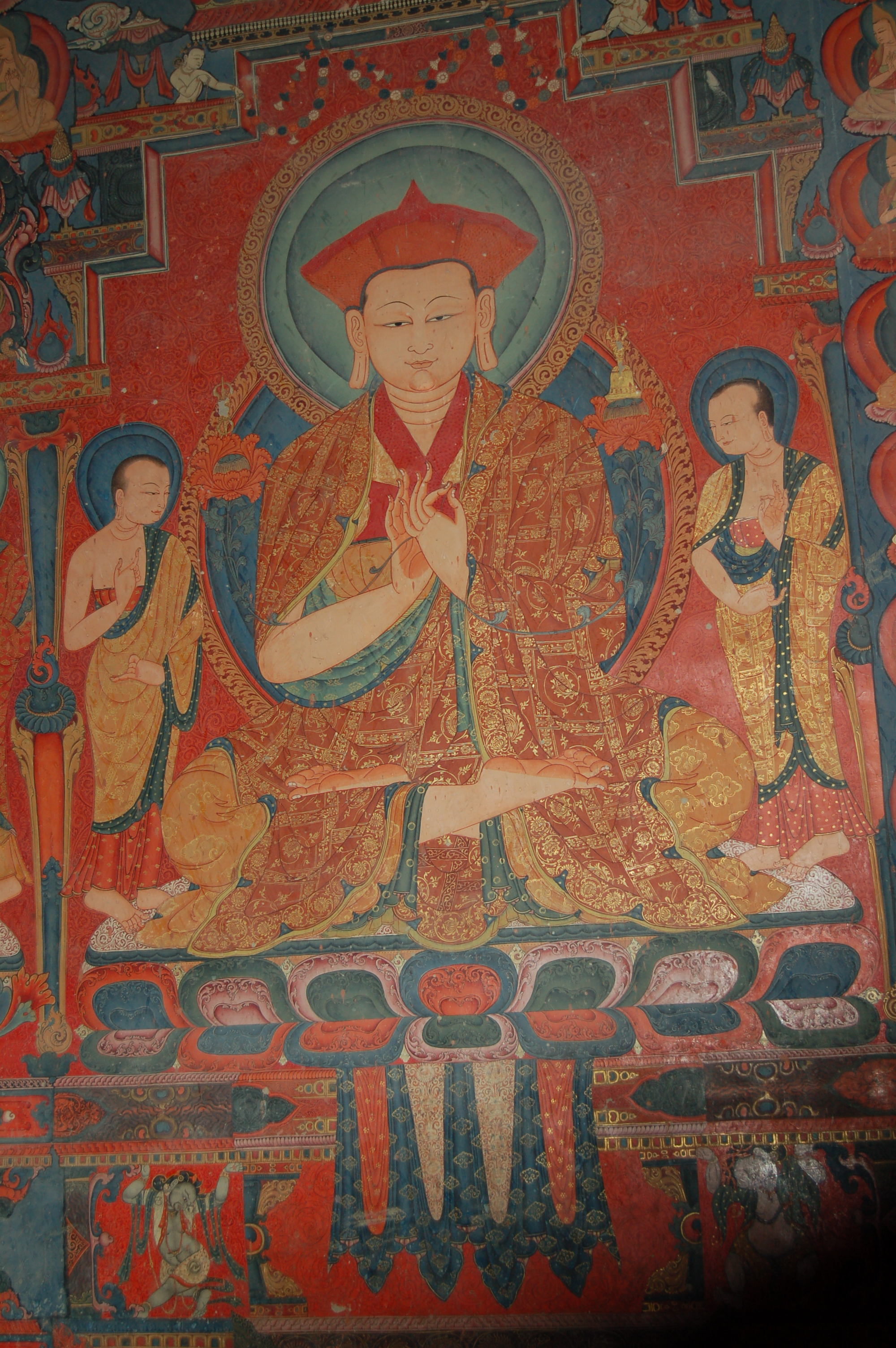
白殿内的壁画

堪布一行到达巴驿站时，托林寺的前任强佐、贵尼、翁则等官员提前到达巴迎接，在此举办献哈达、敬酒等活动。堪布一行到达托林寺之后，前任堪布亲自为他们举办欢迎仪式及宴会。前后两任堪布要共同留在托林寺两个多月，其间，新堪布要熟悉情况，老堪布要交待事宜。最后，为老堪布举行解职、饯行仪式，新堪布在该仪式上登上宝座，老堪布将象征托林寺权力的达赖亲颁的印章转交给新任堪布。参加该仪式者有扎布让（rtsa- hreng）宗、达巴（mdav-pa）宗的宗本，包括萨让如本（za-rang-ru-dpon）、曲木底本（chu-mo-gti- dpon）等在内的各地方头人，以及托林寺各属寺的堪布。在该仪式上，各地方头人及各属寺的堪布均带重礼献给老堪布。老堪布临行之时，要将其一直送至达巴驿站，僧俗百姓也来到达巴驿站送行。
托林寺堪布一般住在其拉让中。藏历每月八日、十五日、三十日，堪布来到大经堂参与佛事活动，并且登上宝座为僧众传法。在藏历一月的祈祷大法会、三月的拉曲却杰（lha-mchok- chos-rje）、十月的贵尔日（dkor-re）等大法会上，托林寺堪布要为其各属寺的堪布授衔、授学位，托林寺同时还举办传统藏戏演出，除托林寺额定僧人300名参加之外，各属寺的僧人200多名也来参加。
托林寺堪布藏历每年六、七月到噶尔扎西岗寺（sgar-bkris-sgang）避暑，同时讲经、传法，主持阿里地区一年一度的噶尔恰钦（sgar-vchar-chen）盛会。强佐、贵尼随堪布到各地征收郭巴（dkor-pa）及农牧区的赋税、供物。

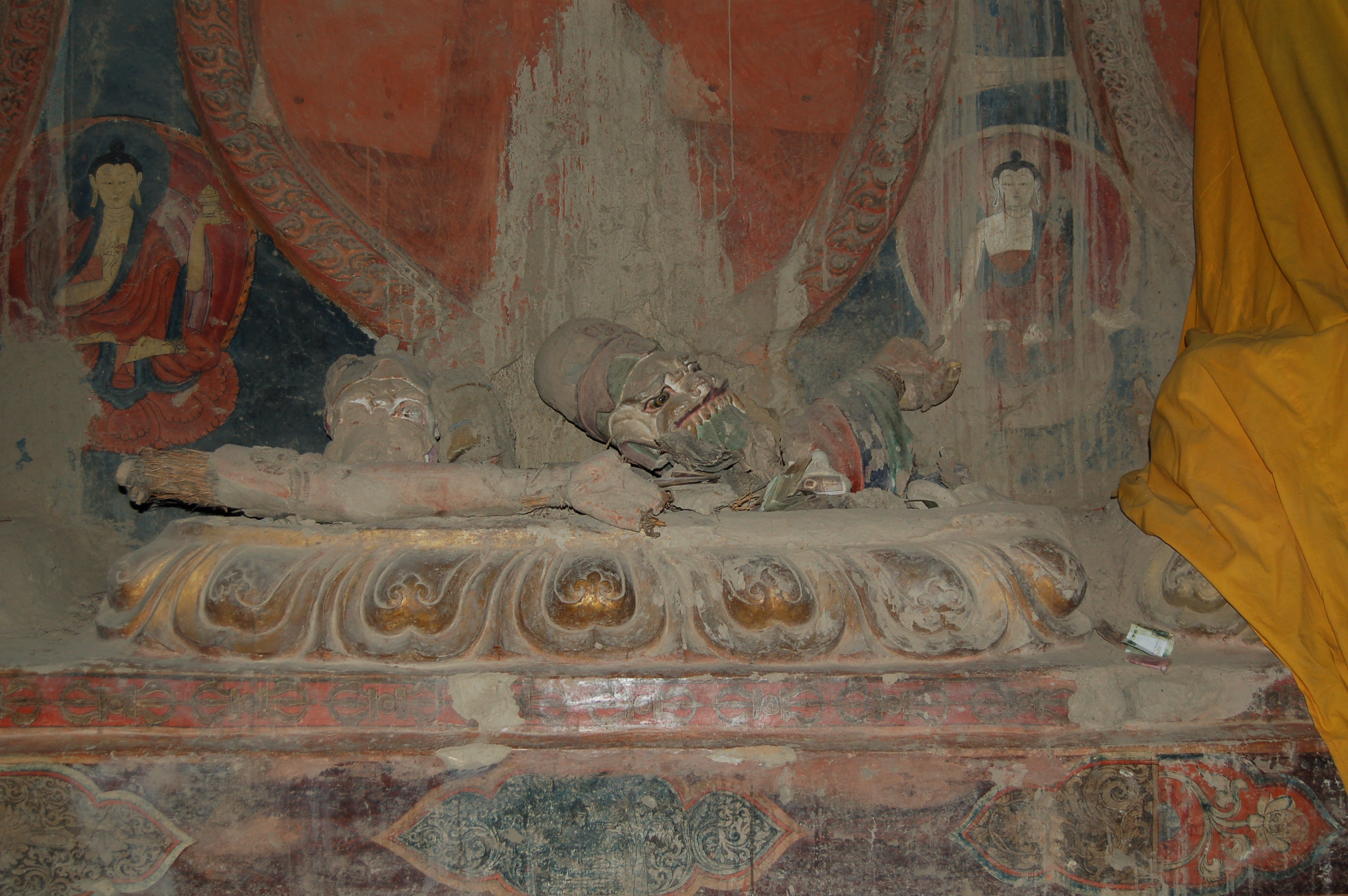
托林寺内待修复的塑像

卸任的托林寺堪布回到拉萨色拉寺杰巴扎仓时，要将马额顶戴亲自交给达赖，并汇报其在托林寺三年的情况，向达赖献一袋阿里蜜桃（mngav- ris-kham-bu），一袋阿里红糖（bu-ram）、数匹优质哈达，同时将3年征收的赋税上交色拉拉基（bla-spyi）、扎仓拉恰（grwa- tshang-bla-phyag），并取清册当面点验。此外，历任托林寺堪布回到杰巴扎仓后，很快会被升为格贵（dge-bskos），并向寺院发布施6个月。据说这是为了让他将在托林寺任职3年所获的全部个人财产花完，不让他留下任何个人财产。而且色拉寺明文规定，凡升为格贵者，须在色拉寺全寺范围内多次发放布施。所以，升为格贵后，花费财力很大，有的格贵甚至需要靠借债度日。因此，托林寺历任堪布在任期间，对阿里各寺庙的赋税征收很尽责，免得以后升为格贵后借债。
托林寺堪布中，有的在赴托林寺履职时，便携带了茶等许多物品，以便到托林寺之后和西藏以外的部族、商帮进行贸易，从而赚取更多钱财。当然这种情况比较少。托林寺堪布在任职期间，还要向托林寺全寺僧众多次发放僧粥，藏语称“土巴米达” （tug-pa-me-vdag），此项开支极大。所以担任托林寺堪布并不是件容易事。

### 森巴战争

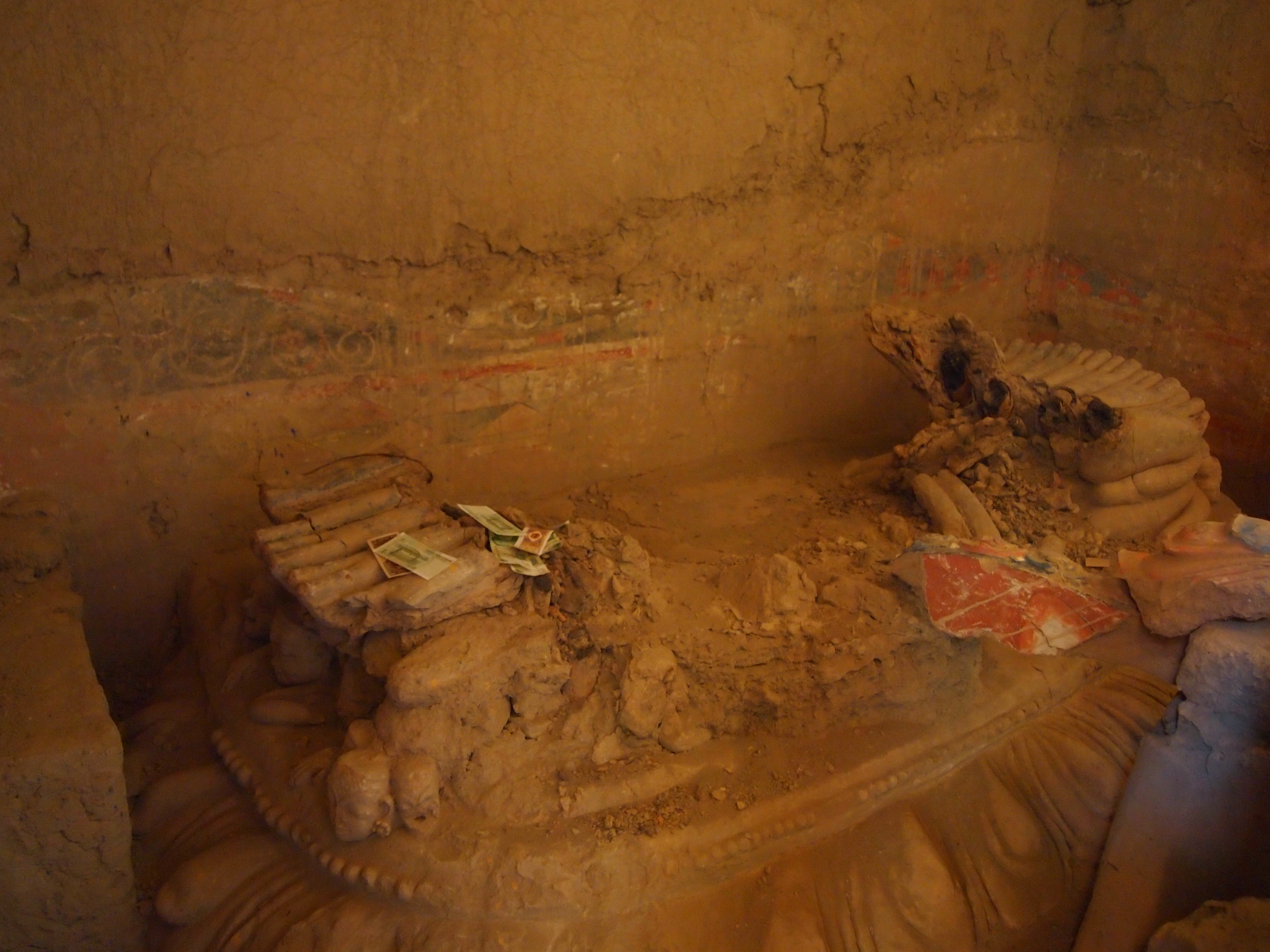
文化大革命中被破坏的佛像

19世纪中叶，森巴战争发生。时任托林寺堪布帕曲却赤央培（vphags-mchog-chos-khrims-yar-vphel）对托林寺进行了较好的保护，并稳定了扎布让宗、达巴宗的百姓。
“森巴（seng-pa）”是西藏人对印度旁遮普（pa-vjab）的锡克人的称呼。森巴战争时，森巴人裹胁许多拉达克人、巴尔底斯坦人，分成三路侵入阿里三围，其中右路沿象泉河进攻，塔那塔日率700多人，攻占了曲木底（chu-mo-gti）、扎布让、达巴、琼龙等地。此时，达巴宗本、扎布让宗本、曲木底本、萨让如本等官员逃到普兰（spu-hreng），但托林寺堪布未离开托林寺。森巴方面的军队占领托林寺后，抢劫了托林寺的许多物品，并将上百匹骆驼圈在寺院的城墙内，士兵则在寺内各殿堂中居住。托林寺堪布冒着危险留在托林寺内保护寺庙。森巴战争结束后，色拉寺嘉奖了托林寺堪布。

### 日后状况
義大利的藏學家朱塞佩·圖齊於1933年造訪時發現長年屋頂漏雨對壁畫造成損害，如果西藏政府不搶修，珍貴的壁畫就會被毀，因此他拍照為後世留下紀錄。
1947年至1948年，德國安納加利卡‧戈文達喇嘛與印度莉‧戈塔米夫婦在《印度圖畫週報》贊助下到阿里地區攝影。他們拍攝了托林寺的照片出版，這些照片紀錄了托林寺被紅衛兵摧毀之前的原貌。
文化大革命期间（1966-1976年），红卫兵严重破坏托林寺，建筑、佛像、法器等等均遭毁坏，而寺中修建于15-16世纪的白殿和红殿，因被改做了粮库而逃过了一劫。
1996年，托林寺被列为第四批全国重点文物保护单位。现存的原有建筑有朗巴朗则拉康、杜康、拉康嘎布三座大殿和一座佛塔。殿内有大量残存的壁画。

## 建筑
托林寺南北窄、东西长，主要建筑有迦萨殿、白殿、大菩提塔、罗汉殿、弥勒佛殿、护法殿、集会殿、色康殿、阿底峡传经殿、转经筒房、拉让、僧舍、塔林等。大部分建筑围绕着迦萨殿、集会殿建造，平行排列于东西走向的中轴线两边。迦萨殿、集会殿右侧，有一座菩提塔，塔基很大，石块砌成，外壁涂有红泥。迦萨殿、集会殿、菩提塔之间，为广场，供辩经、讲经、跳神、演藏戏用。

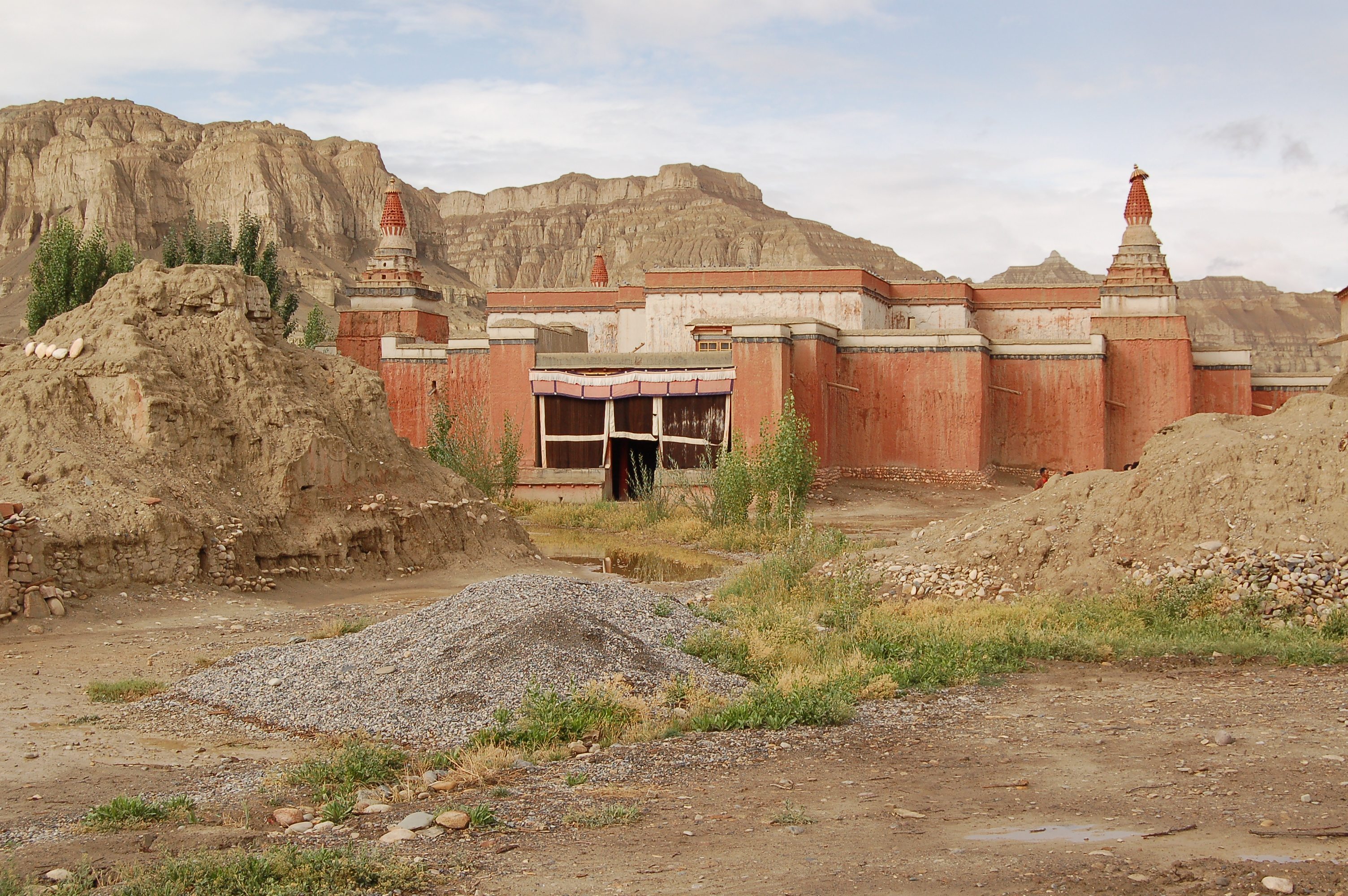
朗巴朗则拉康（迦萨殿）

迦萨殿是托林寺的主体建筑。15世纪初叶和末叶，拉达克王扎巴德（grags-pa-sde）、次旺朗杰（tshe-dbang-rnam-rgyal）先后两次测绘迦萨殿，并依照该殿形式，在拉达克建造寺庙及佛殿。后来五世达赖时期，为绘制大昭寺中廊壁画而派人寻找较完整且正宗的古画，最终找到迦萨殿的壁画，将其仿画在大昭寺中廊墙上。据传，迦萨殿的模型仍存于北京故宫。
- 迦萨殿（朗巴朗则拉康）：位于托林寺殿堂区的西端，坐西向东。迦萨殿共有20多座佛殿，号称百殿，故称“迦萨”（brgya-sa），意为“百处”（即“很多”之意）。迦萨殿分为内、外两圈。藏文古籍记载，迦萨殿仿桑耶寺而建，内圈中间的方殿象征须弥山，外圈四面的四组佛殿，分别象征着东胜神洲、南瞻部洲、西牛贺洲、北俱卢洲，迦萨殿四角之外的四座佛塔分别象征着四大天王。[1][11]
  - 天王殿（F1）：位于迦萨殿内最东端，是迦萨殿的入口。[11]
  - 释迦殿（F2）：位于天王殿的西侧，穿过天王殿之后便进入该殿。释迦殿平面呈“凸”字形，向天王殿凸出。殿内有12根柱，室内面积181平方米。殿内沿着南、北两壁设条形佛台，佛台上一共供奉22尊佛像，其中18尊为罗汉像。西壁下有“凸”字形土台，土台中央靠西壁设有曼陀罗，其上供奉释迦牟尼像，像的上方屋面开有天窗。释迦殿地面比其他殿低很多，该殿为后期改建而成。[11]
  - 内圈：有4个殿：东（F23）为米堆巴（mes-ston-pa），供奉阿閦佛；南（F20）为仁钦琼乃（rin-chen-vbyung-gnas），供奉宝生佛；西（F21）为维巴弥（vod- dpag-med），供奉阿弥陀佛；北（F22）为朗瓦塔益（snang-ba-mthav-yas），供奉不空成就佛。4个殿之间正中是一座长、宽均为14米的正方形大殿，为大日如来殿（F24），内供坛城“杰廓” （dkyil-vkhor）以及大日如来（rnam-par-snang-mdzad）佛像。方殿四周有回廊。内圈的4个殿及位于中心的大殿呈“十”字形布局。[1][11]
  - 外圈：有18个殿（包括释迦殿在内）。外圈的四个角上建有4座小塔，塔高均约13米，红砖砌筑，塔基、塔身、塔刹三部分高度各占大约三分之一。外圈殿堂从释迦殿以北顺时针依次为（以下左为《西藏阿里托林寺调查报告》的记载，右为《西藏托林寺迦萨殿的建筑艺术》的记载及编号）[1][11]：
    - 杰吉拉康（vjig-byed-lha-khang）：护法神殿（F3）
    - 阿扎让拉康（a-tsa-ra-lha- khang）：阿扎惹殿（F4）
    - 扎西维巴（bkra-shis-vod-dpag）：扎西威巴殿（F5）
    - 门拉（sman-lha）：药师殿（F6）。位于最南端。
    - 图杰（tug-rje）：观音殿（F7）
    - 度母拉康（sgrol- mo-lha-khang）：度母殿（F8）
    - 加瓦日昂（rgyal-ba-rigs-lnga）：五佛殿（F9）
    - 拜拉母（dpal-lha-mo）：护法殿（F10）
    - 弥勒觉卧（jo-bo- byams-pa）：强巴佛殿（F11）。位于最西端。
    - 金刚持（phyag-na-rdo-rje）：金刚持殿（F12）
    - 玉母（yum-mo）：佛母殿（F13）
    - 弥勒旺玉（byas-pa-dbang-yul）：修习状强巴殿（F14）
    - 宗喀巴（tsong-kha-pa）：宗喀巴殿（F15）
    - 才巴弥（tshe-dpag-med）：无量寿佛殿（F16）。位于最北端。
    - 丹珠尔（bstan-vgyur）：甘珠尔殿（F17）
    - 甘珠尔（bkav-vgyur）：丹珠尔殿（F18）
    - （未载）：文殊殿（F19）[1]

  - 塔：4座，位于迦萨殿四个角之外的平地上，与外圈的四个角上的小塔上、下遥遥相对。每座塔都很大。[11]
- 大菩提塔：位于迦萨殿的正前方。据说塔内埋有大译师仁钦桑布的骨灰。[11]
- 集会殿（祖拉康、杜康、红殿）：位于托林寺东南端，和迦萨殿处在同一条轴线上，坐西朝东。集会殿由诵经堂、护法殿、护法鹿角神殿、僧舍、仓库、厨房等组成。集会殿平面呈“凸”字形，西窄东宽，东面的经堂宽大，西面的护法殿窄小。护法殿的地面略高于经堂，护法殿面阔5间，进深4间。经堂面阔7间，进深4间。经堂内的壁画及壁上的文字保存较完好，壁画中包括拉喇嘛益西沃、仁钦桑布大译师、拉尊江久维等的画像，壁上的文字介绍了托林寺的历史。[1]

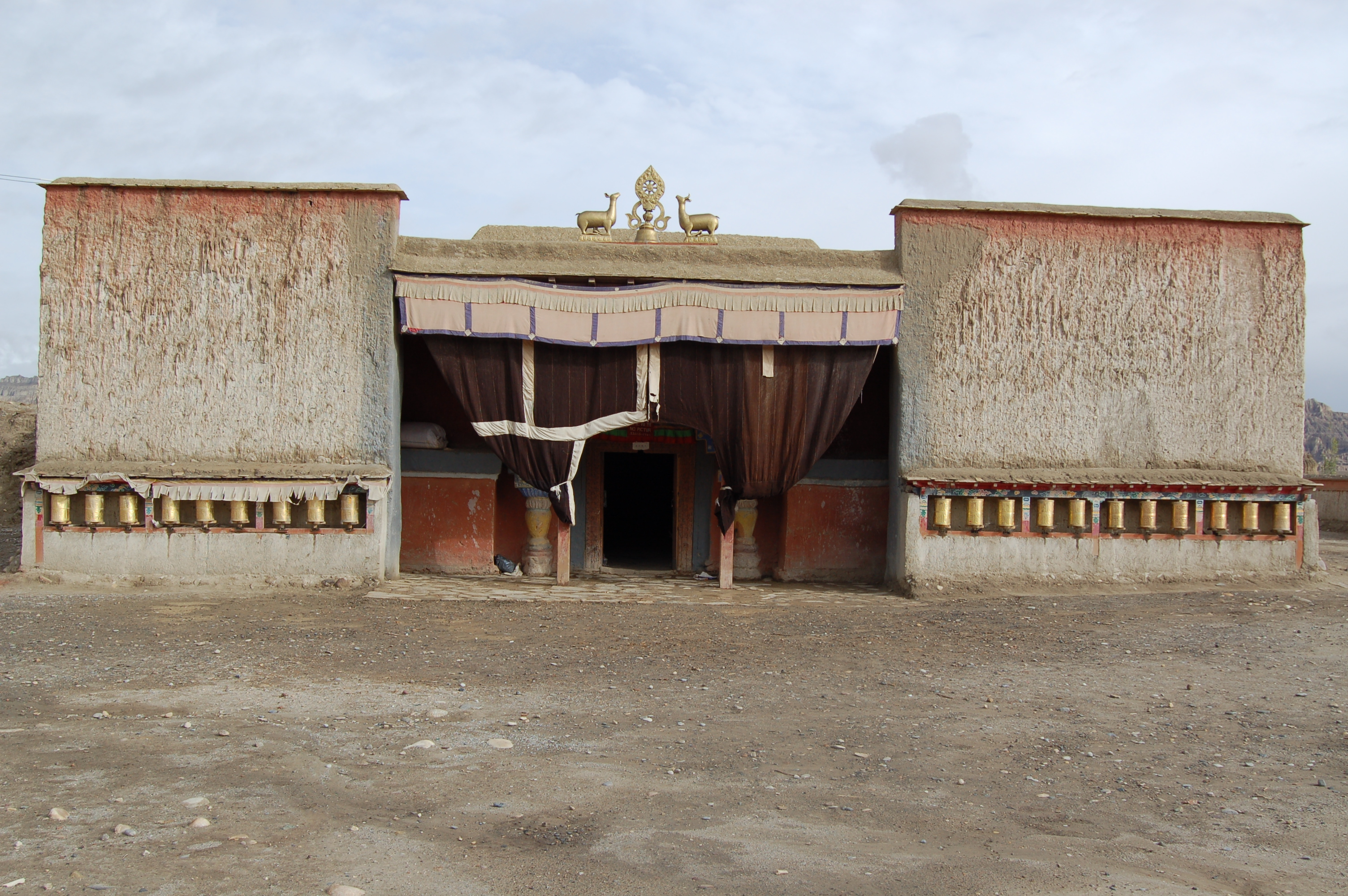
白殿

- 白殿（拉康嘎波、尼姑殿）：位于集会殿的东北，坐北朝南，平面呈正方形，而北面中央突出一座小佛殿，故总体呈“凸”字形。殿内共有42根立柱。殿内有许多壁画，保存完好。[1]
- 色康（gser-khang）（黄殿）：在白殿背后东南端，黄色。是大译师仁钦桑布译经、修行的主要场所，藏语称为“色康”（gser-khang）。[1]
- 阿底峡修行殿：色康的右侧有阿底峡的修行殿。据史料记载，阿底峡在此居住修行了6年。[1]
- 尼玛拉康（转轮殿）[11]
- 阿扎惹拉康[11]
- 乃举拉康（罗汉殿）[11]
- 贡康（护法殿）[11]
- 拉让、僧舍：许多拉让、僧舍分布在殿堂群的南、北两边，“一”字排开。这些建筑大多为土木结构。[1]
- 围墙、佛塔：托林寺周围筑有坚固的围墙。围墙四角内外共建有8座佛塔，其中内角的4座佛塔分别称为拉帕塔（lha-vbab-mchod-rten）、桑瓦塔（gsang-ba-mchod-rten）、森格塔（seng-ge-mchod- rten）、查布塔（mchod-rten-khra-bo）。塔基、塔身均为石砖砌成。[1]
- 塔林：位于托林寺以北，沿象泉河南岸排列。据传，塔林有108座塔。因历年河水涨水，许多塔已被冲毁，但仍有许多塔留存下来。[1]

## 属寺
托林寺的属寺有25座，分布在阿里三围各地，分别为：
- 萨迦派（5座）：培旺寺（vphel-dbang-dgon）、日布杰林寺（rob-rgyas-gling- dgon）、顶噶寺（ding-dkar-dgon）、喜谢寺（gzhi-gsher-dgon）、康色觉卧（gang-se-jo-bo）
- 竹巴噶举派（3座）：贡普寺（gung-vphur-dgon）、色缔寺（gser-gti-dgon）、苏毛如寺（so-mo-ru-dgon）
- 格鲁派（17座）：叶如寺（g?yas-ru-dgon）、达巴扎西伦布寺（zla-ba-bkra-shis-lhun-bo-dgon）、洞波扎西曲林寺（stong-bo-bkra-shis-chos-gling）、穷龙寺（khyung-lung-dgon）、堆曲寺（mdun-chu- dgon）、玛郎寺（mang-nang-dgon）、罗康寺（lho-sgang-dgon）、朵香寺（rdo-shang-dgon）、热底岗寺（ral-ti-sgang-dgon）、热贡寺（ri-gong-dgon）、曲色寺（chugs-seb-dgon）、噶日寺（sgar-ril- dgon）、萨让寺（za-rang-dgon）、培噶寺（be-gar-dgon）、努寺（gnub-dgon）、布日寺（phu-ri-dgon）、落寺（glo-dgon）